# Municipio de Clover (Pensilvania)
El municipio de Clover (en inglés: Clover Township) es un municipio ubicado en el condado de Jefferson en el estado estadounidense de Pensilvania. En el año 2000 tenía una población de 474 habitantes y una densidad poblacional de 11.3 personas por km².

## Geografía
El municipio de Clover se encuentra ubicado en las coordenadas 41°07′54″N 79°10′32″O / 41.13167, -79.17556.

## Demografía
Según la Oficina del Censo en 2000 los ingresos medios por hogar en la localidad eran de $35,250 y los ingresos medios por familia eran de $40,104. Los hombres tenían unos ingresos medios de $28,056 frente a los $20,500 para las mujeres. La renta per cápita de la localidad era de $15,661. Alrededor del 8,5% de la población estaba por debajo del umbral de pobreza.